# Mari Finstad Bergum
Mari Finstad Bergum (* 16. März 1998 in Gjøvik, Norwegen) ist eine norwegische Handballspielerin, die für den französischen Erstligisten Toulon Métropole Var Handball aufläuft.

## Karriere

### Im Verein
Mari Finstad Bergum begann das Handballspielen im Alter von fünf Jahren in ihrer Geburtsstadt bei Gjøvik HK. Neben dem Jugendbereich wurde sie dort auch im Damenbereich in der vierthöchsten norwegischen Spielklasse eingesetzt. Im Jahr 2015 schloss sich die Rückraumspielerin dem damaligen Zweitligisten Storhamar Håndball an. Da ihre schulischen Leistungen nachgelassen hatten, kehrte sie ein Jahr später wieder zu Gjøvik HK zurück. In der Saison 2016/17 gelang ihr mit Gjøvik den Aufstieg in die zweithöchste norwegische Spielklasse und sie beendete die Schule. Daraufhin schloss sich Mari Finstad Bergum dem norwegischen Erstligisten Larvik HK an. Mit Larvik nahm sie am Europapokal teil. Zur Saison 2019/20 wechselte sie zum Ligakonkurrenten Flint Tønsberg. Da in Norwegen der Spielbetrieb der Vorrunde der Spielzeit 2020/21 aufgrund der COVID-19-Pandemie vorzeitig abgebrochen wurde und Flint sich nicht für eine eventuell stattfindende Playoffrunde qualifizieren konnte, wechselte sie im März 2021 zum französischen Erstligisten Nantes Loire Atlantique Handball. Mit Nantes gewann sie die EHF European League 2020/21. Seit der Saison 2024/25 steht sie beim Ligakonkurrenten Toulon Métropole Var Handball unter Vertrag.

### In der Nationalmannschaft
Mari Finstad Bergum bestritt 44 Länderspiele für die norwegische Jugendauswahl, in denen sie 136 Tore warf. Mit dieser Auswahlmannschaft nahm sie an der U-17-Europameisterschaft 2015 und an der U-18-Weltmeisterschaft 2016 teil. Mari Finstad Bergum lief anschließend 20-mal für die norwegische Juniorinnenauswahl auf, mit der sie an der U-19-Europameisterschaft 2017 teilnahm.